# Distretto di Acraquía
Il distretto di Acraquía è uno dei sedici distretti della provincia di Tayacaja, in Perù. Si trova nella regione di Huancavelica e si estende su una superficie di 110,27 chilometri quadrati.